# Tarnowa (Grodzisk Wielkopolski)
Pour les articles homonymes, voir Tarnowa.
Tarnowa (prononciation : [tarˈnɔva]) est un village polonais de la gmina de Rakoniewice dans le powiat de Grodzisk Wielkopolski de la voïvodie de Grande-Pologne dans le centre-ouest de la Pologne.
Il se situe à environ 5 kilomètres au sud de Rakoniewice (siège de la gmina), à 16 kilomètres au sud de Grodzisk Wielkopolski (siège de la gmina et du powiat) et à 55 kilomètres au sud-ouest de Poznań (capitale régionale).

## Histoire
De 1975 à 1998, le village faisait partie du territoire de la voïvodie de Poznań.

Depuis 1999, Tarnowa est situé dans la voïvodie de Grande-Pologne.